# Edward Fitzgerald (lední hokejista)
James Edward "Ed" Fitzgerald (3. října 1891, Northfield, Minnesota – 18. dubna 1966) byl americký reprezentační hokejový obránce.
S reprezentací USA získal jednu stříbrnou olympijskou medaili (1920).

## Úspěchy
- Stříbro na Letních olympijských hrách – 1920